# Dornier Wal
Dornier „Wal“ ist die Bezeichnung der erfolgreichsten Flugboot-Baureihe von Dornier. Die Geschichte der Dornier-Wal-Baureihe beginnt mit der einzigen Dornier Do Gs I, deren kurze Karriere die Probleme des deutschen Flugzeugbaus durch den Versailler Vertrag aufzeigt.
Die eigentliche Wal-Baureihe Dornier Do J wurde wegen der Beschränkungen des Versailler Vertrags bei der eigens von Dornier 1921 gegründeten CMASA – Costruzioni Meccaniche Aeronautiche S. A. in Marina di Pisa gebaut. Anfangs waren ein Fünftel des dortigen Personals Deutsche. Dort wurden vor allem militärische und zivile Ausführungen mit zum Teil uneinheitlicher Typenbezeichnung gebaut.
Erster Auftraggeber war 1922 Spanien, das Militär-Wale bis etwa 1950 einsetzte und wo auch Wale bei der CASA in Lizenz produziert wurden. Die meisten Militär-Wale (46) setzten die Niederlande in ihrem damaligen Kolonialreich Niederländisch-Indien (Indonesien) ein. 38 dieser Maschinen waren bei Aviolanda in Lizenz gebaut worden. Die letzten wurden 1942 bei einem japanischen Angriff zerstört. Wale als Passagierflugzeuge wurden vor allem in Deutschland und Italien, aber auch in Südamerika von den unter deutschem Einfluss stehenden Fluggesellschaften Syndicato Condor, SCADTA und Varig eingesetzt.
Daneben zeichnete sich die Dornier Wal durch viele Erkundungsflüge aus, die von Locatelli, Amundsen, R. Franco, Beires, von Gronau und anderen durchgeführt wurden.
Erst 1931 baute die Dornier-Metallbauten GmbH auch in Deutschland Wale der neuen Variante Dornier Do J II mit einem Startgewicht von anfangs acht, dann zehn Tonnen und meist mit BMW-VI-Motoren. Die Mehrzahl der in Deutschland gebauten Wale wurden beim Aufbau der Luftwaffe eingesetzt, wo sie entsprechend der Systematik des Reichsluftfahrtministeriums (RLM) als Dornier Do 16 bezeichnet wurden; einige wurden exportiert. Die berühmtesten waren aber die Post-Wale der Lufthansa, die von 1934 bis 1938 regelmäßig den Südatlantik überquerten, ehe sie von moderneren Maschinen abgelöst wurden. Bei 328 Flügen gab es nur einen Verlust. Insgesamt wurden über 250 Dornier Do J „Wal“ gebaut.
Mit der Dornier Seastar wurden wesentliche Grundprinzipien der Wal-Familie neu aufgegriffen; die Serienreife ist für 2025 geplant.

## Dornier Do Gs I

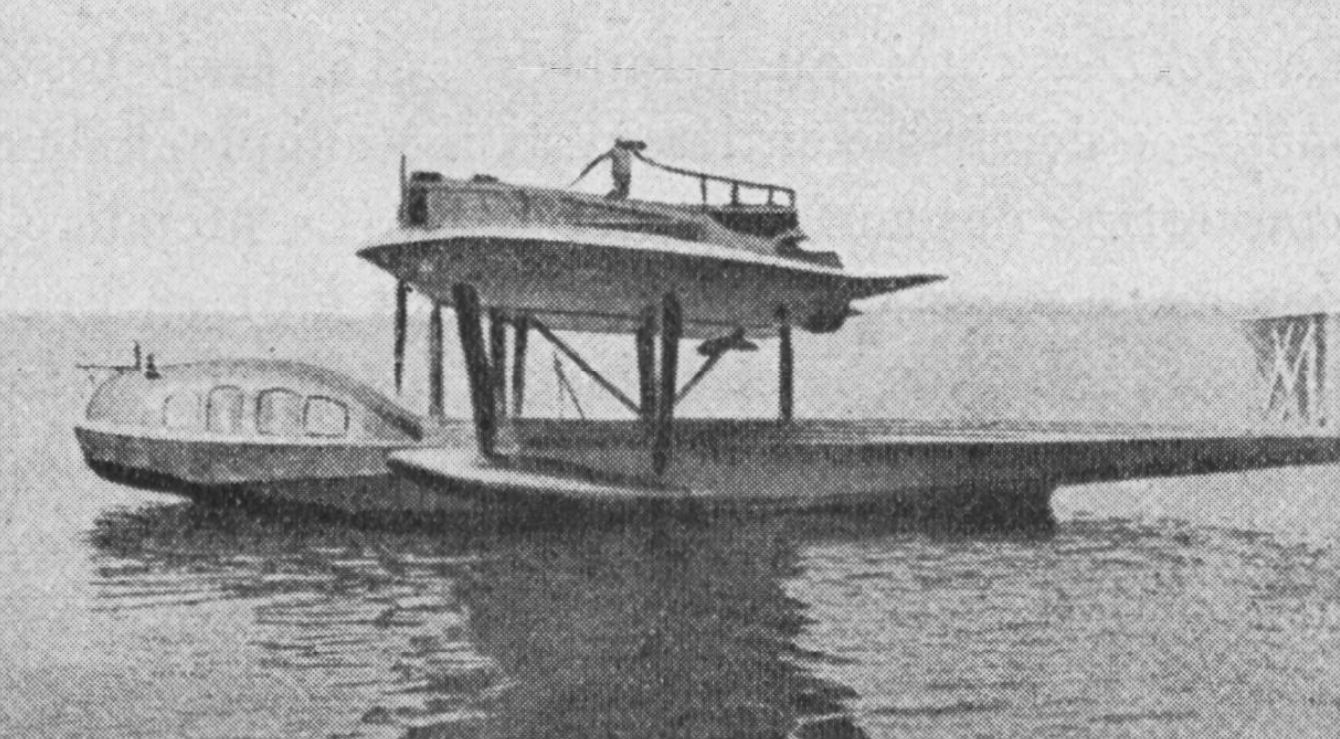
Do Gs I

Die Dornier Do Gs I war das Ausgangsmuster der bekannten „Wal“-Familie.
Es war ein abgestrebter Hochdecker, dessen zwei Motoren in einer Tandemgondel oberhalb der Tragflächen angeordnet waren. Die Tragflächen waren eine mit Stoff bespannte Metallkonstruktion. Dieses Flugboot zeigte bereits die auch für die späteren Dornier-Flugboote typischen Flossenstummel am Bootsrumpf aus Duraluminium und das hoch aufgesetzte Leitwerk. Die hoch über dem Spritzwasserbereich liegenden Motoren und das Leitwerk bewährten sich so gut, dass diese Anordnung bei allen weiteren Flugbooten von Dornier beibehalten wurde.
Der Bau der Maschine erfolgte im Werk Seemoos bei Rorschach in der Schweiz, da in Deutschland der Bau von Flugzeugen noch verboten war.
Nach dem Erstflug am 31. Juli 1919 wurde die einzige gebaute Maschine in der Schweiz und in Holland vorgeführt. In der Schweiz wurde sie von der Luftverkehrsgesellschaft Ad Astra Aero erprobt. Da in der Kabine die Sitze teilweise rückwärts angeordnet waren (die Fluggäste saßen sich gegenüber), wurde das Flugzeug nicht in den Liniendienst übernommen.
Die Interalliierte Militär-Kontroll-Kommission (IMKK), die die Einhaltung des Versailler Vertrages ab dem 22. Februar 1920 kontrollieren sollte, forschte sofort nach ihrer Einsetzung nach der Gs I, da die Siegermächte an der deutschen Konstruktion interessiert waren. Auf dem Weg nach Stockholm wurde sie in der Nacht zum 25. April 1920 am Flugplatz Kiel-Holtenau in der Ostsee versenkt, um der Auslieferung an die Siegermächte zuvorzukommen.

### Technische Daten

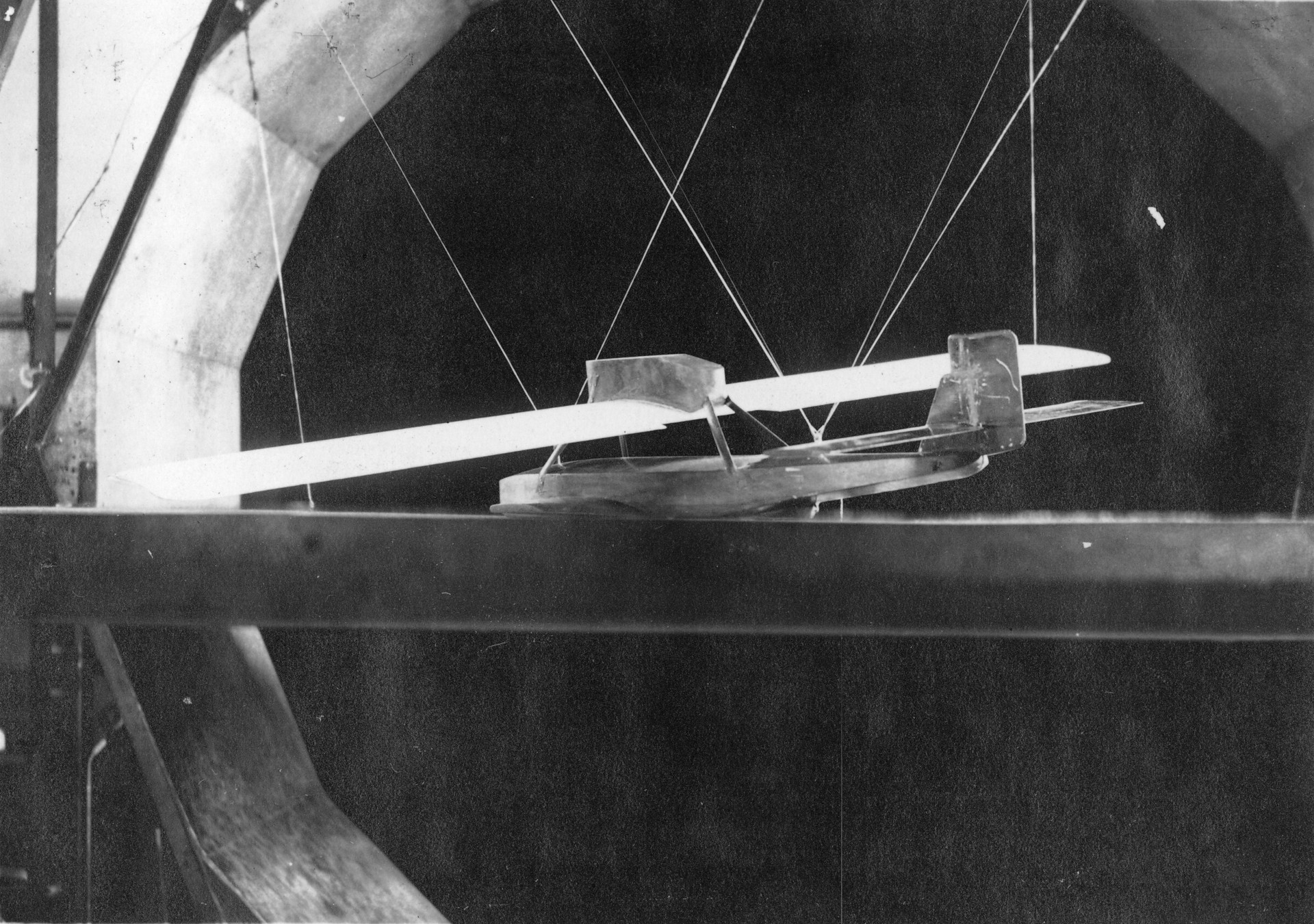
Das Modell einer Dornier Wal Anfang der 1920er Jahre im Windkanal der Aerodynamischen Versuchsanstalt

| Kenngröße             | Daten der Dornier Do Gs I                               |
| --------------------- | ------------------------------------------------------- |
| Passagiere            | 6                                                       |
| Länge                 | 15,3 m                                                  |
| Spannweite            | 21,00 m                                                 |
| Leermasse             | 3115 kg                                                 |
| Nutzlast              | 1200 kg                                                 |
| Startmasse            | 4315 kg                                                 |
| Antrieb               | 2 × Sechszylinder Maybach Mb IVa mit je 260 PS (191 kW) |
| Propeller             | Zweiblatt (3 m Durchmesser)                             |
| Höchstgeschwindigkeit | 170 km/h                                                |
| Dienstgipfelhöhe      | 4250 m                                                  |
| Reichweite            | 600 km                                                  |
| Kraftstoffvorrat      | 900 l                                                   |

## Dornier Do J

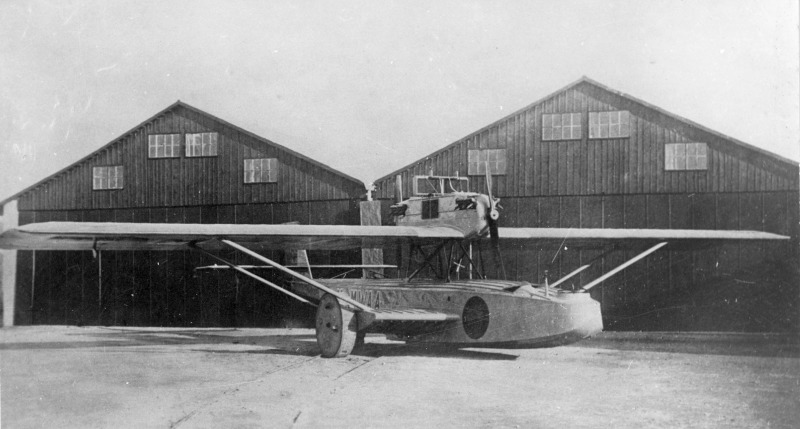
Do J, Werknummer 1

Die Dornier Do J „Wal“ war die Weiterentwicklung der Do Gs I. Aufgrund der Beschränkungen des Versailler Vertrags wurden die Flugzeuge bei der eigens von Dornier 1921 gegründeten CMASA – Costruzioni Meccaniche Aeronautiche S. A. in Marina di Pisa gebaut. Der Erstflug der Werknummer 1 wurde am 6. November 1922 von Ulrich Niemeyer durchgeführt. Sie wurde in Spanien als M–MWAA registriert und mit der Nummer W1 in den Dienst der spanischen Luftstreitkräfte gestellt.
Das Flugboot besaß einen einstufigen, durch Schottwände geteilten Bootsrumpf mit offener Pilotenkabine und Doppelsteuerung. Die Tragflächen waren zu den Flossenstummeln hin abgestrebt. Die Tragfläche hatte einen rechteckigen Grundriss mit einem Flügelprofil konstanter Dicke über die ganze Spannweite ohne Pfeilung oder V-Form. Die Tragflächenholme bestanden aus Stahl und waren überwiegend stoffbespannt. Eine Steigleiter führte zur Tandem-Motorgondel.

### Militärflugboot

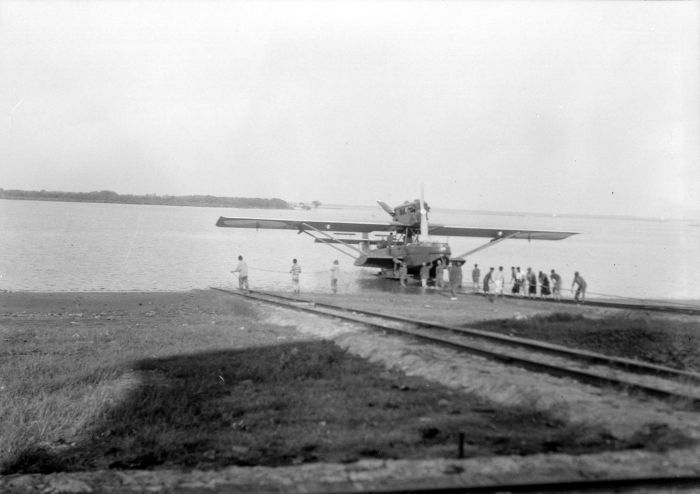
Ein Wal der niederländischen Marineflieger MLD in Niederländisch-Indien 1929

Als Militär-Wal mit MG-Ständen im Bug und auf dem Rumpfrücken wurde die Do J seit 1923 an Spanien, Argentinien, Chile, Niederländisch-Indien, Jugoslawien und die Sowjetunion geliefert. Einzelne Maschinen gingen für Fernflüge auch an Norwegen, Portugal, Uruguay und Italien, das sehr spät auch Maschinen für den militärischen Einsatz bestellte. Zum Antrieb wurden meist Rolls-Royce-„Eagle“-Motoren, aber auch Hispano-Suiza-, Liberty-, Napier-Lion-, Lorraine-Dietrich- und BMW-Motoren verwendet. Spanien begann nach Lieferung von 14 Walen aus Pisa 1928 mit der Lizenzproduktion von weiteren 27 Militär- und zwei Postwalen bei der CASA. Die Niederlande wollten von Beginn an in Lizenz produzieren. Sie erhielten fünf fertiggestellte Maschinen mit RR Eagle VI-Motoren und drei weitere in Teilen zur Endmontage. Die restlichen 41 wurden bei Aviolanda in Lizenz gefertigt, 35 davon mit 450-PS Lorraine Dietrich-Motoren. Verbesserungen an allen Maschinen wurden im Stammwerk Manzell konstruiert und genehmigt. So glichen die letzten sechs bei Aviolanda gebauten Wal F im Bootskörper stark den gleichzeitig erstmals in Manzell als J II gebauten Walen und hatten als erste überhaupt eine etwas vergrößerte Spannweite (23,2 Meter) und verfügten über 500-PS Lorraine Courlis-Motoren.

### Weltrekorde
Die Piloten Richard Wagner, später Chefpilot bei Dornier, und Guido Guidi stellten im Februar 1925 20 Klassenrekorde für Seeflugzeuge mit dem Wal auf. Sie benutzten den mit 360-PS-Motoren Rolls-Royce Eagle IX ausgerüsteten 16. in Pisa gebauten Wal vor dessen Ablieferung an Spanien. Dabei wurden in einem Flug über 500 km mit 1500 kg Nutzlast 168,525 km/h erzielt, was gleichzeitig Rekord über 100 km und 200 km war und auch Rekorde mit einer Nutzlast von 1000, 500 und 250 kg bedeutete, also zwölf Rekorde insgesamt; dazu kamen Distanzrekorde mit 507,38 km bei 1500 und 1000 kg Nutzlast sowie bei 1500 kg Nutzlast noch ein Höhenrekord von 3682 m und ein Dauerrekord von 6 h 33 min 35 s. Vier weitere Rekorde wurden mit 2000 kg Nutzlast aufgestellt: über 100 km wurde 133,781 km/h, über 200 km 134,514 km/h erreicht, eine Distanz von 253,69 km konnte zurückgelegt und eine Höhe von 3005 m erreicht werden.

### Verkehrsflugboot
Die Luftfahrtgesellschaft Deutscher Aero-Lloyd unterstützte 1925 den Einsatz der ersten Passagierwale Atlantico und Pacifico in Kolumbien. Sie führten von dort unter Fritz W. Hammer und Friedrich Freiherr von Buddenbrock eine Reise durch mittelamerikanische Staaten und die Karibik bis nach Florida durch.

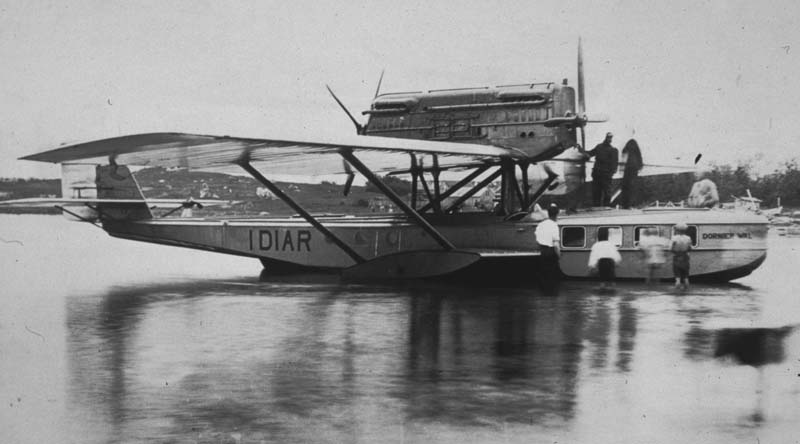
Die I-DIAR am Sliteufer auf Gotland im Sommer 1925.

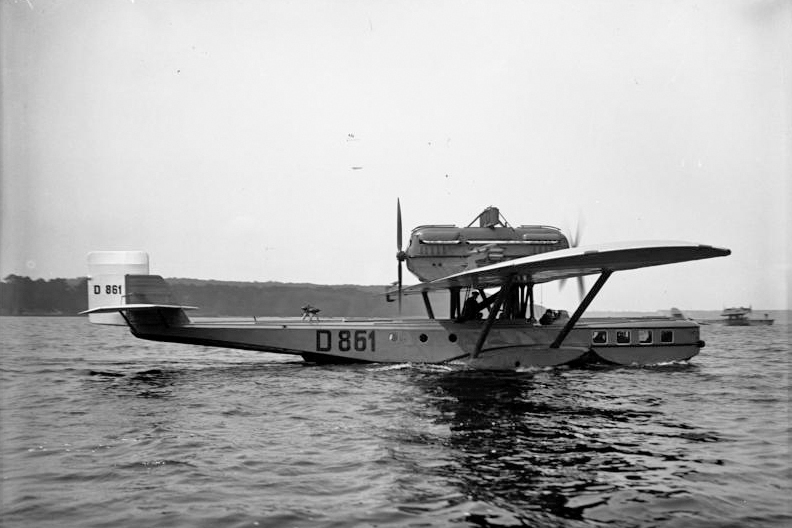
Die Dornier J D-861 im Jahr 1926

Dieselbe Gesellschaft erwarb 1925 vier weitere Passagier-Wale, die sie von einer schwedischen Tochterfirma noch unter italienischen Zulassungen (I-DAAR, I-DAIR, I-DIAR, I-DIIR) auf der Strecke Danzig–Stockholm und über der Nordsee zum Einsatz brachte. Sie wurden noch im gleichen Jahr auf deutsche Zulassungen umregistriert (D-861 Hai, D-862 Sägefisch, D-863 Thunfisch, D-864 Hecht) und kamen 1926 mit der Betreibergesellschaft zur neu gegründeten Lufthansa. Anfangs auch mit Rolls-Royce-„Eagle“-Motoren geliefert, kamen bei den Passagier-Walen vor allem Gnome-et-Rhône-Jupiter-Sternmotoren ohne, später auch mit Getriebe zum Einbau. Da man Bedenken hatte, dass der hintere der beiden Motoren nicht genügend Kühlluft erhalten und überhitzen könnte, wurden erst eingehende Versuche mit einem Gleitboot auf dem Bodensee durchgeführt. Diese als Do J Gas bezeichnete Variante entstand zum Teil auch durch Umrüstung, wie bei den Lufthansa-Walen D-862 Sägefisch und D-864 Hecht.
Erkennungsmerkmal der ersten Verkehrs-Wale war die Passagierkabine mit großen eckigen Fenstern im Bug und das offene Pilotencockpit dahinter. Sie wurden nicht nur von der Lufthansa, sondern auch in Brasilien und vor allem in Italien eingesetzt.
In Italien eröffnete die SA Navigazione Aerea SANA am 7. April 1926 einen Liniendienst Genua – Rom – Neapel mit Dornier-Wal-Flugbooten, von denen fünf bis zum Ende des Jahres geliefert wurden. Bis 1933 erhielt die Gesellschaft insgesamt achtzehn nach der ersten Lieferung meist mit Piaggio-Jupiter-Sternmotoren ausgerüstete Passagier-Wale, von denen sechs verloren gingen. 1928/29 kamen dazu noch sechs viermotorige Dornier Superwale. Mit den Dornier-Maschinen bediente die SANA ihre Linien nach Palermo (Freccia Verde), Tripolis (Freccia Rosso) und Barcelona (Freccia Azzura) und 1929 sogar zeitweise im Verbund mit der britischen Imperial Airways deren Postlinie bis nach Alexandria, ehe die Zusammenarbeit aus politischen Gründen wieder aufgegeben wurde. 1930 wurde die Linie nach Barcelona sogar regelmäßig bis nach Gibraltar verlängert, um Post und Passagiere den italienischen Atlantik-Schnelldampfern nachzufliegen. Neben der SANA nutzte auch die Aero Espresso Italiana auf ihrer Stammstrecke von Brindisi nach Istanbul, aber vor allem auf der Linie über Athen zum damals italienischen Rhodos Wale. Insgesamt erhielt diese Gesellschaft bis 1932 elf wohl alle mit Isotta Fraschini-Asso ausgerüstete Wale, von denen vier verloren gingen. Beide Gesellschaften gingen im August 1934 in der neu gegründeten Ala Littoria auf, welche die übernommenen Wale (16?) und einen Superwal im Oktober an die italienische Luftwaffe abgab. Spätestens Anfang 1940 waren alle Maschinen außer Dienst.
Als Do J Bas wurde eine Variante bezeichnet, die BMW-Motoren erhielt und große runde Fenster im Rumpfbug hatte (z. B. D-1397 Lübeck, D-1443 Kiel, D-1488 Hamburg, D-1625 Flensburg, D-1647 Bremerhaven, D-1648 Helgoland). Die genannten ersetzten zum Teil die Maschinen der ersten Lieferung auf den Lufthansa-Linien über die Ostsee von Lübeck über Kopenhagen und Göteborg nach Oslo und von Stettin über Kalmar nach Stockholm. Fast alle wurden auch einen Zeitraum bei der Syndicato Condor auf der Küstenlinie von Natal (Brasilien) nach Süden eingesetzt, wo Hamburg als P-BALA Olinda und Bremerhaven als P-BAIA Guanabara 1931 bzw. 1935 auch verloren gingen.

### Der „Amundsen“-Wal N25

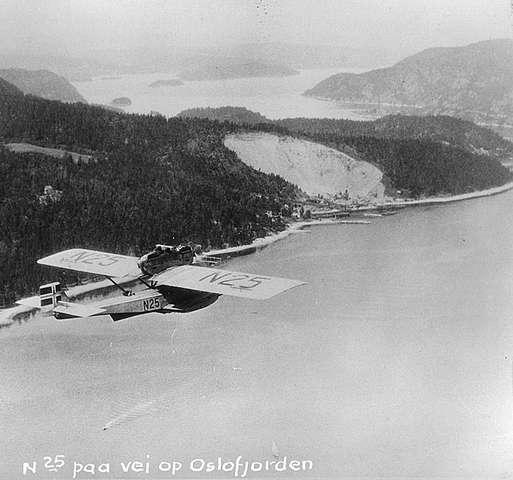
Amundsens Dornier Do J im Juli 1925 über dem Oslofjord.

Am 21. Mai 1925 startete der Polarforscher Roald Amundsen mit zwei Wal-Maschinen von Spitzbergen, das sie per Schiff erreicht hatten, die Amundsen-Ellsworth-Flugexpedition zum Nordpol. Die beiden Wal-Flugboote mit den norwegischen Kennzeichen N24 und N25 gehörten zu den ersten Militär-Walen (19./20. Maschine), hatten 360-PS-Rolls-Royce-Eagle-IX-Motoren und waren durch Amundsen speziell für den Arktis-Flug hergerichtet worden. 250 km vor dem Nordpol musste die N25 wegen eines Motorproblems notlanden. N24 landete darauf in der Nähe und wurde so stark beschädigt, dass sie aufgegeben werden musste. Drei Wochen brauchte die Mannschaft, um für die andere Maschine auf dem Eisfeld eine Startbahn herzurichten. Kapitän Hjalmar Riiser-Larsen gelang es, die mit beiden Besatzungen (sechs Mann, unter anderem auch der Sponsor Lincoln Ellsworth) überladene N25 auf der kurzen Bahn zu starten und an der Nordküste Nordostlands (Spitzbergen) zu wassern. Ein zufällig passierender Robbenfänger schleppte die Maschine nach Ny-Ålesund, wo die Flieger am 18. Juni wieder eintrafen.
Nach dem erfolglosen Versuch, mit der Maschine eine Luftlinie zwischen Oslo und Harwich aufzubauen, wurde sie für Frank Courtneys Nordatlantik-Überquerung ausgerüstet, die jedoch wegen einer Beschädigung der Maschine bei einem Zwischenstopp scheiterte.
Die von Dornier instandgesetzte Maschine erhielt das Kennzeichen D-1422 und kam zur Deutschen Verkehrsfliegerschule (DVS) auf Sylt, wo sie für Wolfgang von Gronaus Nordatlantik-Überquerung erfolgreich genutzt wurde.
1932 landete die ehemalige N25 auf dem verschneiten Flugplatz Oberwiesenfeld in München und kam ins Deutsche Museum. Dort wurde sie durch Fliegerangriffe 1944/45 zerstört.
Ein Nachbau des Amundsen-Wals ist im Dornier-Museum Friedrichshafen zu besichtigen. Die Replik wurde nach Originalplänen ab Juli 2010 in Ungarn gebaut und am 25. Juli 2012 in einem Festakt in die Ausstellung aufgenommen.

### Transatlantikflüge und -versuche mit dem Wal

#### Antonio Locatelli
Am 25. Juli 1924 versuchte der italienische Militärpilot Antonio Locatelli, mit dem italienischen Wal I-DEOR mit Rolls-Royce Eagle-Motoren und vier Mann Besatzung von der Bauwerft in Marina di Pisa startend Nordamerika zu erreichen. Über Marseille, den Genfersee, Straßburg, Rotterdam, Hull, die Orkneys und die Färöer erreichte er am 17. August Reykjavík, wo er sich den US-amerikanischen Douglas World Cruisern unter Arnold und Nelson auf ihrer ersten Weltumfliegung anschloss. Am 21. startete er mit diesen in Richtung Grönland und erreichte es als Erster mit einem Flugzeug, da er die niedrige Geschwindigkeit der Amerikaner nicht fliegen konnte. Im Nebel fand er jedoch den geplanten Landeplatz nicht und musste schließlich auf dem Meer niedergehen. Erst am 24. August wurden die Italiener in dem treibenden Wal nahe Kap Farvel durch den US-amerikanischen Kreuzer Richmond gefunden, der die Besatzung aufnahm und den Wal versenkte.

#### Ramón Franco

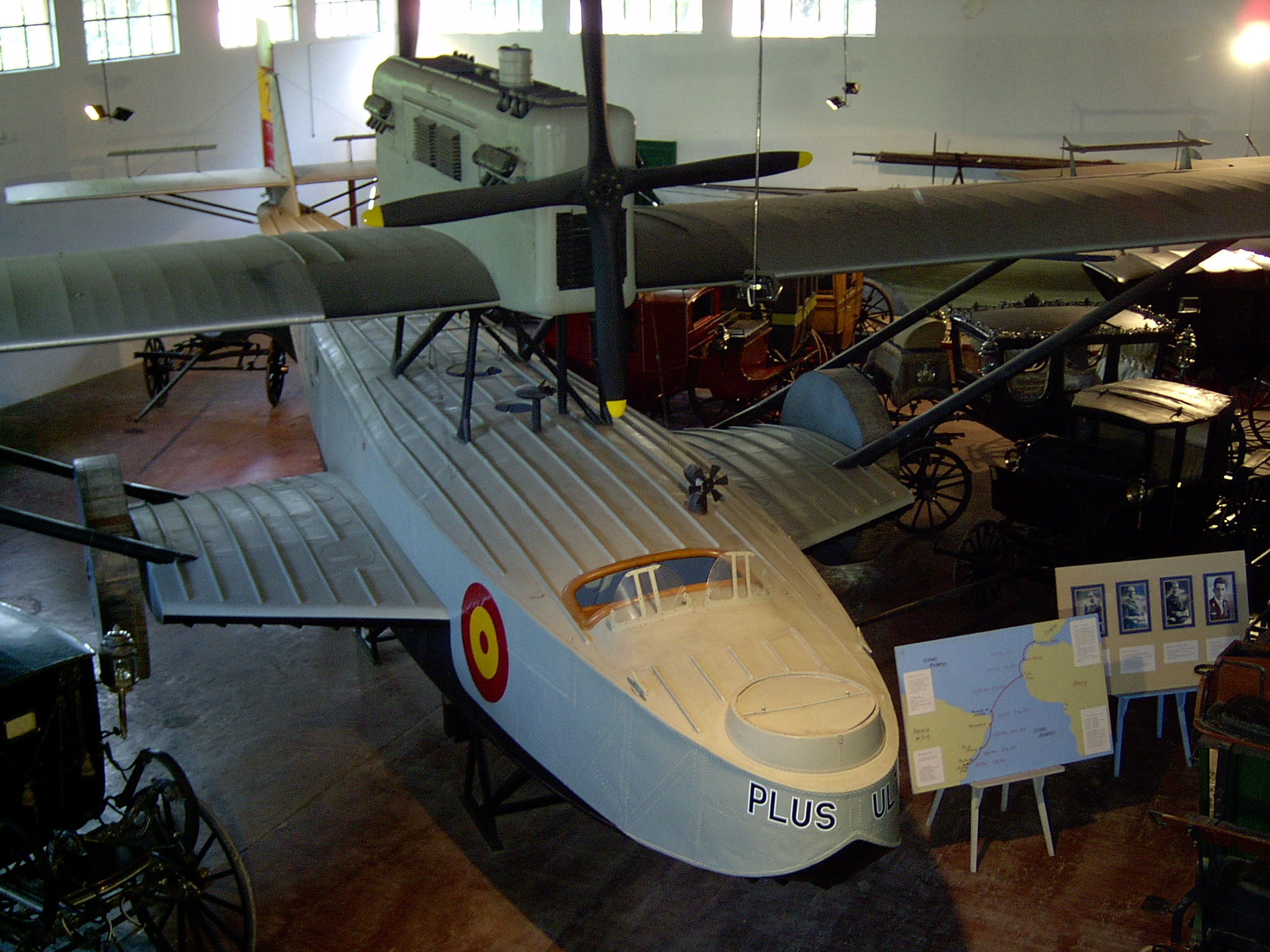
Dornier Wal „Plus Ultra“

Am 22. Januar 1926 begann der spanische Militärpilot Ramón Franco in dem mit 450-PS-Napier-Lion-V-Motoren ausgerüsteten Wal Plus Ultra von Palos de la Frontera seinen Flug nach Buenos Aires. In sieben Etappen (Gran Canaria, Cape Verde, Fernando de Noronha, Pernambuco, Rio de Janeiro und Montevideo) querte er mit seiner zweiköpfigen Besatzung Julio Ruiz de Alda Miqueleiz und Pablo Rada am 30. Januar den Südatlantik zwischen Porto Praia, Kap Verden, und Fernando de Noronha und erreichte sein Ziel am 10. Februar nach 10.270 km und 59 Stunden 39 Minuten Flug. Das vierte Mitglied der Besatzung, Lt. Duran, musste für die Atlantikquerung für zusätzlichen Treibstoff weichen. Plus Ultra wurde an Argentinien verschenkt und ist heute als einziger Wal in einem Museum der Stadt Luján in der Provinz Buenos Aires erhalten.
Dieser Flug war einer von zwölf Transatlantikflügen vor Charles Lindberghs bekanntem West-Ost-Transatlantik-Einzelflug 1927. Vier Jahre nach dem ersten Flug über den Südatlantik überwanden die Spanier die gesamte Strecke in einer Maschine ohne längere Pause. Den ersten Flug hatten Gago Coutinho und Sacadura Cabral 1922 von Lissabon nach Rio de Janeiro in drei verschiedenen einmotorigen Fairey-III-Schwimmerflugzeugen (der „Transatlantic“ Lusitania, einer mod. IIID und einer weiteren Mk.III), die zum Teil speziell für die Reise gefertigt wurden, durchgeführt.
Am 22. Juni 1929 scheiterte Ramón Franco mit dem Versuch, den Nordatlantik in dem mit 640-PS-Hispano-Suiza-Motoren ausgerüsteten Wal Numancia zu überqueren, da die Spanier die Azoren verfehlten. Der britische Flugzeugträger Eagle fand die seit sieben Tagen im Meer treibende Maschine östlich der Azoren und brachte Flugzeug und Besatzung nach Gibraltar. Diesem Versuch Francos war ein weiterer mit dem einzigen spanischen Superwal vorausgegangen, der bereits an der portugiesischen Küste endete.

#### Sarmento de Beires
Die vierte Überquerung des Südatlantiks gelang wieder einer portugiesischen Besatzung unter Sarmento de Beires mit dem mit 450-PS-Lorraine-Dietrich-W12EB ausgerüsteten Wal Argos am 16./17. März 1927 erstmals nachts. Die in 18 h 11 min zurückgelegten 2595 km zwischen Bubaque, Bissagos-Archipel und Fernando de Noronha waren auch der bislang längste Atlantikflug. Nach gescheiterten Startversuchen war neben dem Piloten nur noch der Navigator Jorge de Castilho an Bord. Die beiden Portugiesen waren der 86. und 87. Flieger im elften Flug, die vor Charles Lindbergh den Atlantik querten. Copilot und Mechaniker mussten per Schiff folgen.
Am 6. Juni starteten die Portugiesen dann noch einen Anschlussflug von Rio de Janeiro in die USA, der aber am 7. Juni mit einer Bruchlandung in Georgetown (Guyana) (?) endete.

#### Tydeo Larre Borges
Der uruguayische Militärpilot Tydeo Larre Borges versuchte 1927 vergeblich, mit seinem Wal Uruguay mit 500-PS-Farman-Motoren eine Südatlantik-Überquerung. Die am 20. Februar in Marina di Pisa gestartete Maschine musste wegen des Bruchs einer Ölleitung nördlich Kap Juby notlanden, wobei sie durch die Brandung zerstört wurde. Die Besatzung geriet zeitweise in die Gewalt afrikanischer Nomaden, ehe sie von Fliegern der französischen Postlinie befreit wurden.

#### Frank Courtney
Der britische Captain Frank Courtney unternahm zwei erfolglose Versuche, den Nordatlantik zu überqueren. Den ersten 1927 mit dem ehemaligen Amundsen-Wal N25, den er auf Napier „Lion V“-Motoren (450/500 PS) umrüsten ließ, mit der neuen Kennung G-EBQO, der schon wegen einer Beschädigung in La Coruña scheiterte, und 1928 einen weiteren mit einem neueren Wal G-CAJI ebenfalls mit Napier-Motoren. Am 5. August 1928 musste er auf der Etappe von den Azoren nach Neufundland wegen eines Motorbrandes auf dem Atlantik notlanden. Die Besatzung wurde nach 24 Stunden von einem Schiff aufgenommen, der treibende Wal eine Woche später von einem Frachter, der die Maschine nach Kanada brachte, wo sie dann verschrottet wurde.:12

#### Wolfgang von Gronau

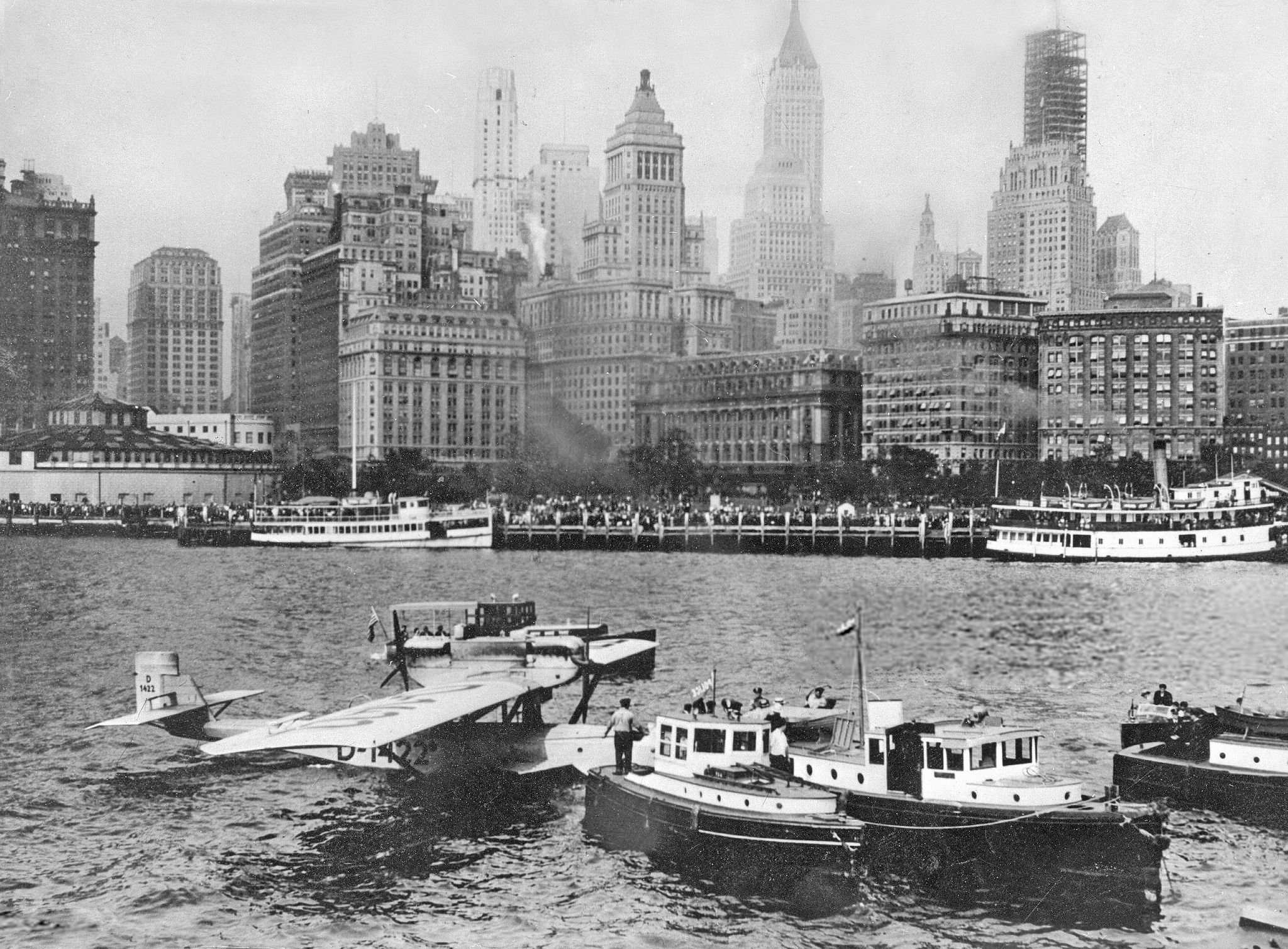
Der Dornier-Wal „D-1422“ der DVS nach dem Atlantikflug am 26. August 1930 im Hafen von New York

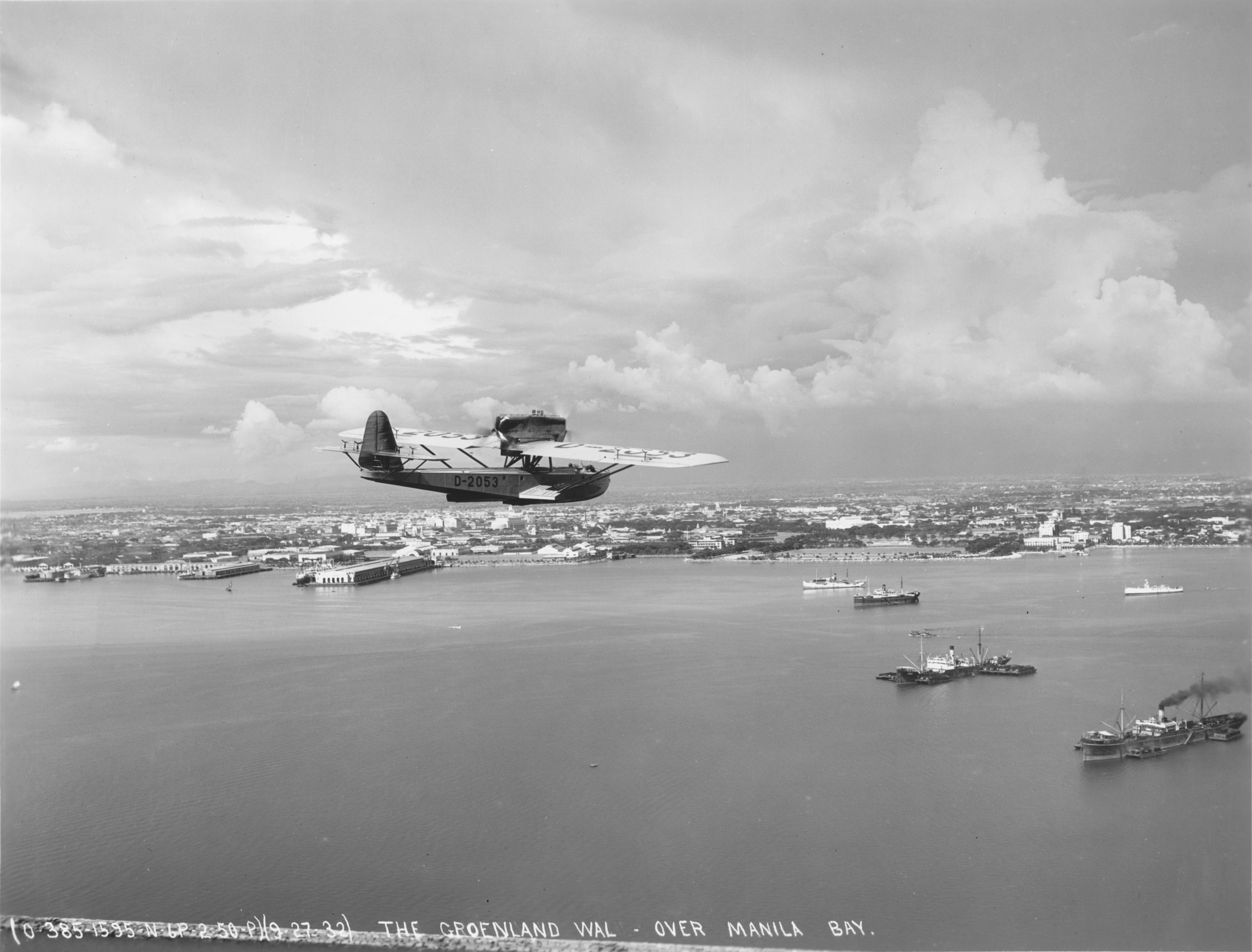
Der Dornier-Wal „D-2053“ der DVS am 27. September 1932 über der Manilabucht

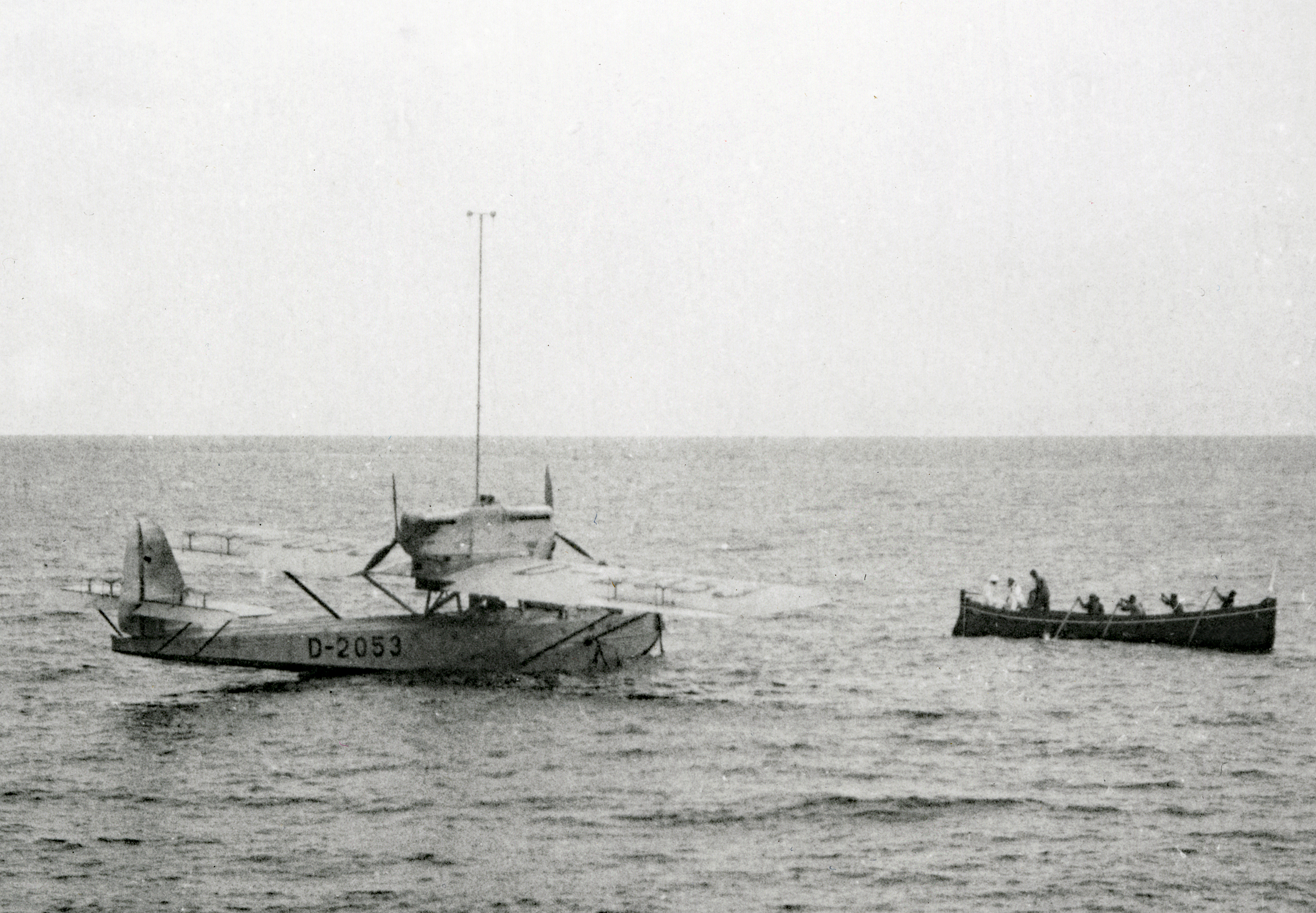
Dornier Wal „D-2023“ mit aufgerichtetem Antennenmast

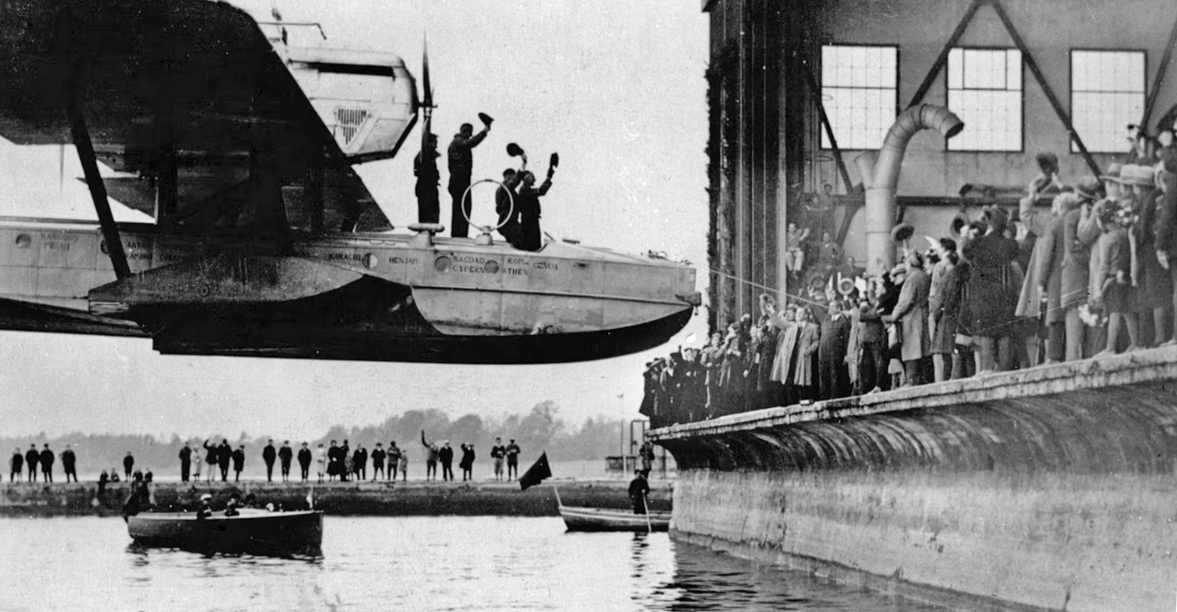
Der Dornier-Wal „D-2053“ der DVS nach dem Weltrundflug am 9. November 1932 bei Dornier in Manzell

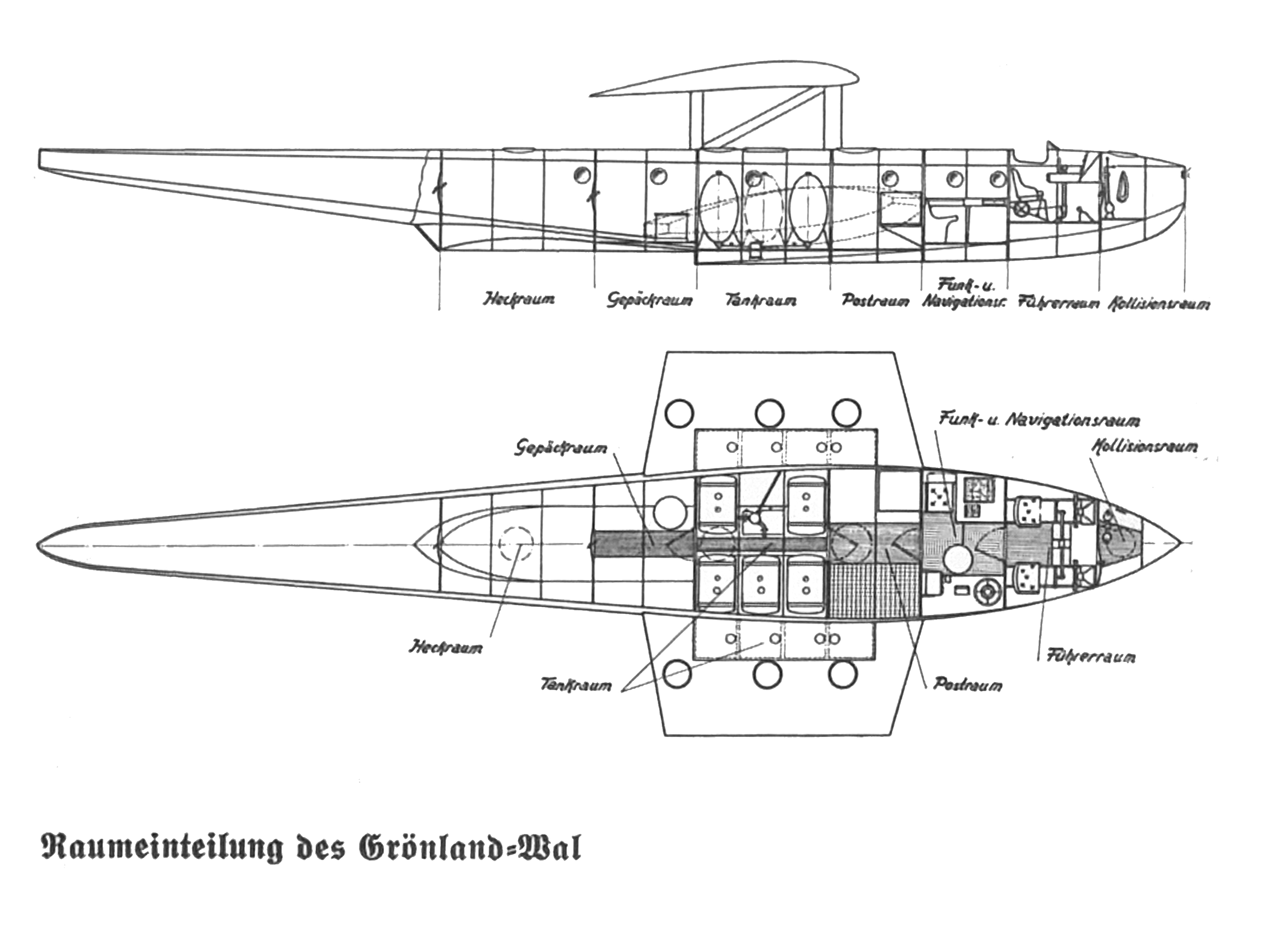
„Raumeinteilung des Grönland-Wal“

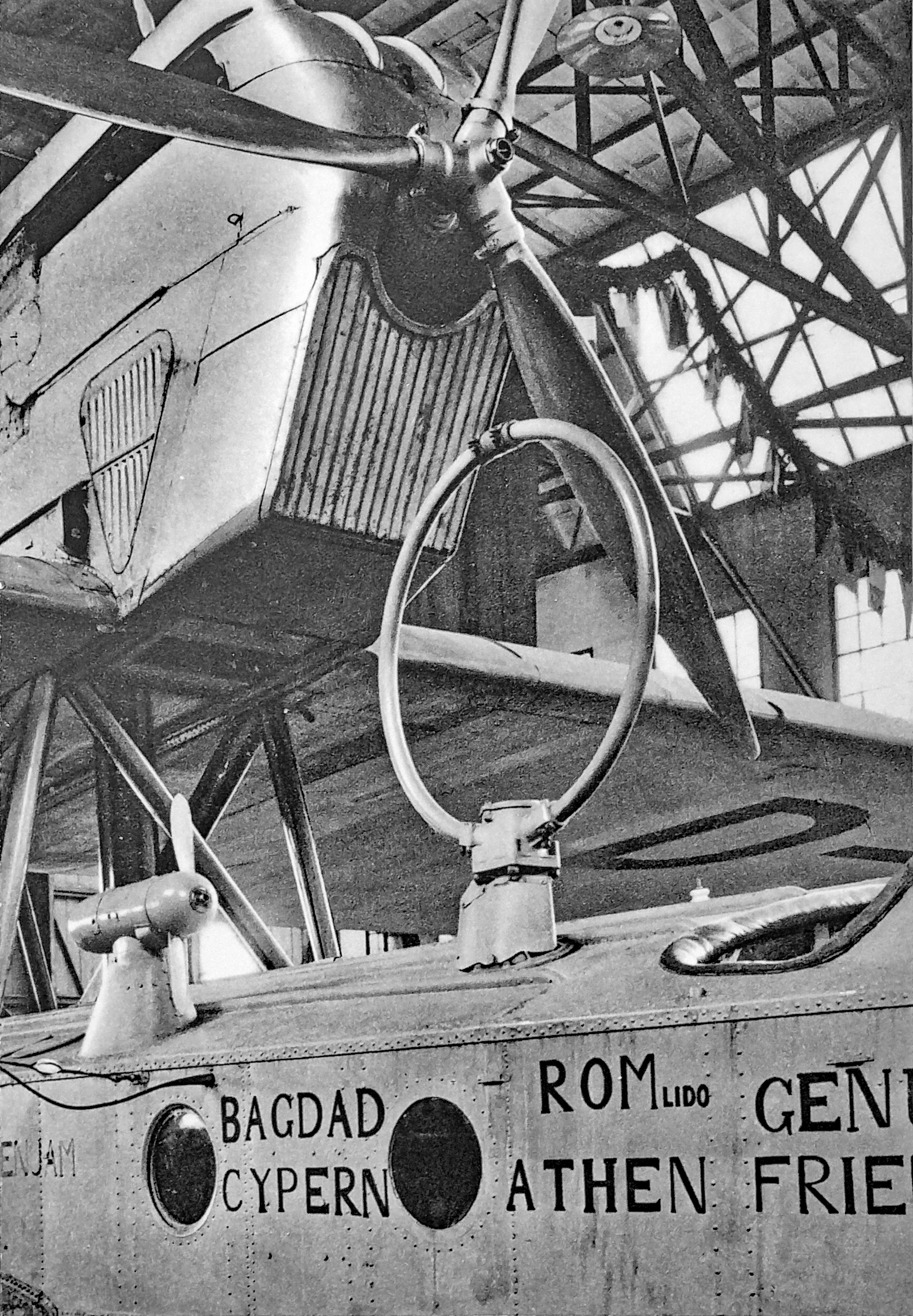
Peilantenne, Staudruckgenerator für den Funk, vorderer Kühler und Propeller des Grönland-Wals

Der Leiter der Deutschen Verkehrsfliegerschulen-Zweigstelle List auf Sylt, Wolfgang von Gronau, führte seinen ersten Atlantikflug 1930 mit dem zuvor von Amundsen (N25) und Courtney (G-EBQO) eingesetztem Wal (Wnr. 37) durch. Die Maschine war jeweils von der Dornier Metallbauten GmbH zurückgenommen, generalüberholt und mit neuen Motoren ausgestattet worden. Mit 600-PS-BMW-VI-Motoren und der Kennung D-1422 wurde sie 1928 an die Deutsche Verkehrsfliegerschule DVS verkauft.:6 Für die vorgesehenen Nordatlantikflüge wurde eine Funktelegraphie-Anlage (FT-Anlage) mit Rahmenantenne zur Funkpeilung sowie zerlegbarem Antennenmast eingebaut. Um die Navigation in der Nähe des magnetischen Pols zu verbessern, wurden zusätzliche Kompasse, ein Sonnenkompass und ein Erdinduktionskompass, nachgerüstet.
Vom 18. bis zum 26. August 1930 flogen von Gronau und seine Besatzung (Co-Pilot Eduard Zimmer, Funker Fritz Albrecht, Mechaniker Franz Hack) mit der D-1422 von List auf Sylt über die Färöer, Island, Grönland, Labrador, Neufundland bis nach New York, nachdem er im Vorjahr die Strecke bis Island erkundet hatte. Das Risiko einer Rückreise über den Atlantik mit dem Wal wurde nicht eingegangen; er kam per HAPAG-Schiff wieder nach Deutschland.
Vom 8. August bis zum 7. September 1931 wiederholte von Gronau und seine Besatzung diesen Flug mit einem neu von der DVS angeschafften in Deutschland gebauten 8-Tonnen-Wal J II D-2053. Sie wurde von zwei BMW-VIIa-Motoren antrieben und verfügte über eine der D-1422 entsprechenden FT-Anlage. Diesmal überflog er das Inlandeis Grönlands und besuchte Chicago. Die neue Maschine erhielt darauf den Namen Grönland-Wal. Wie im Vorjahr brachte ein HAPAG-Schiff den Wal nach Deutschland zurück.
Am 22. Juli 1932 startete von Gronau und seine Besatzung (Co-Pilot Ghert von Roth, Funker Fritz Albrecht, Mechaniker Franz Hack) mit dem Grönland-Wal zu einer Weltumrundung.:98 Zuvor war die Maschine mit einem Sperry-Kreiselhorizont ausgerüstet worden. Auf der Nordroute flog er mit einem dritten Atlantikflug wieder nach Chicago (2. August) und setzte diesmal die Reise über Kanada, Alaska, die Aleuten, Japan, China, Philippinen, Indonesien, Indien, den Irak, Zypern, Griechenland und Italien, schließlich Altenrhein zur Bauwerft in Friedrichshafen-Manzell (9. November) fort. Am 23. November erreichte das Flugboot, das als erstes Flugboot die Welt umflogen hatte, nach 50 Stationen, 44.400 Kilometern und 270 Flugstunden seinen Standort List auf Sylt. 
Unterstützt wurde der Weltflug mit Kraft- und Schmierstofflieferungen von der Shell Company, die damals schon eine weltumspannende Kraftstofflogistik aufgebaut hatte.:176 Nach der Havarie eines Kutters, der für den Treibstofftransport von Dutch Harbor zur Aleuten-Insel Attu vorgesehen war, drohte in Dutch Harbor der Abbruch des Unternehmens. In dieser Situation sprang die US Coast Guard ein und stellte den Kraftstofftransport nach Attu mit einem eigenen Fahrzeug sicher.:115 Der kritischte Moment ereignete sich am 10. Oktober auf dem Flug von Mergui nach „Akyab“ (heute Sittwe) als wegen einer Störung am vorderen Motor im Golf von Bengalen rund 110 km südlich von Rangun gewassert werden musste. Dank der mitgeführten Langwellen-Notsendeanlage, mit der ohne Flughöhe vom Wasser aus gesendet werden konnte, wurde Kontakt zur SS Caragola der British India Steam Navigation Company aufgebaut, die die Maschine dank genauer Positionsangaben durch Funkpeilung nach zehn Stunden erreichte und nach Rangun schleppte. Dort konnte der Motor repariert werden.:146–148

### Technische Daten
| Kenngröße             | Daten der Dornier Do J Wal |
| --------------------- | --- |
| Besatzung             | 3 |
| Passagiere            | 8–10 |
| Länge                 | 17,25 m |
| Spannweite            | 22,50 m |
| Höhe                  | 5,20 m |
| Flügelfläche          | 96,00 m² |
| Leermasse             | 3630 kg |
| Startmasse            | 5500–7000 kg |

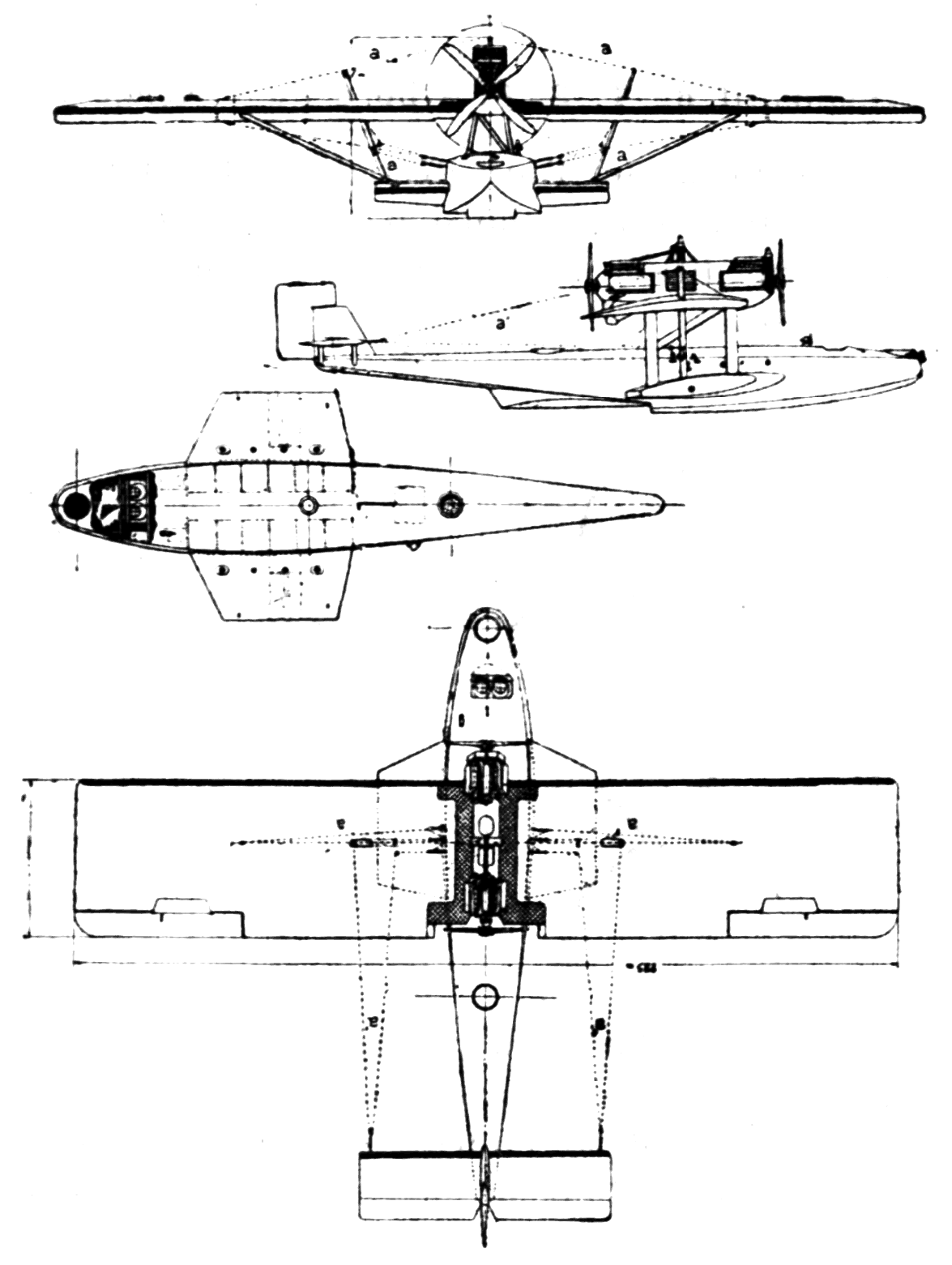
Dornier Wal

| Antrieb               | - 2 × Hispano-Suiza 42 mit je 300 PS (221 kW) - oder 2 × Rolls-Royce Eagle IX mit je 360 PS (265 kW) - oder 2 × Isotta Fraschini mit je 500 PS (368 kW) - oder 2 × Fiat A22R - oder 2 × BMW VI mit je 600 PS (441 kW) |
| Höchstgeschwindigkeit | 170–185 km/h |
| Dienstgipfelhöhe      | 3500 m |

## Dornier Do J II
Die Bezeichnung J II wurde teilweise für die ab 1930 nun auch im Dornier-Stammwerk Manzell gebauten Wal-Flugboote verwandt. Größer und stärker als der Vorgänger flog die Do J II als 8-Tonnen-Wal und 1933 als weiterentwickelter 10-Tonnen-Wal. Die Lufthansa setzte das Muster bei ihrem Südatlantik-Luftpostdienst mit Katapultschiffen ein.

### 8-Tonnen-Wal

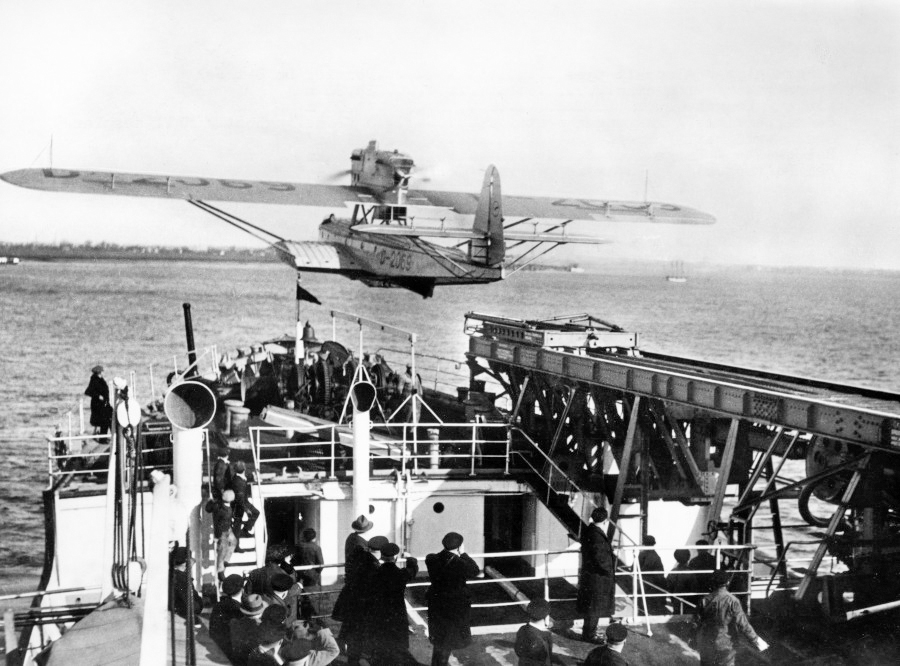
Dornier Wal D-2069 „Monsun“ beim Katapultstart vom Katapultschiff Westfalen, 1933

Das erste Versuchsmuster der Do J II hatte beim Erstflug am 27. Januar 1931 zwei BMW-VI-Motoren. Gegenüber der Do J wurde der Bootsrumpf mit einem schärferen Bug versehen, erhielt aber vorerst keine großen Fenster. Hinzu kam ein Kiel am Bootsboden und das Höhenleitwerk wurde höher angesetzt. Nachteil des neuen Kiels war nun, dass keine Kurven- oder Kreisstarts mehr möglich waren, jedoch wurde damit die Richtungsstabilität bei Start und Landung verbessert. Auch hatten diese Maschinen eine geringfügig größere Spannweite, da die Enden der Tragflächen nunmehr abgerundet waren.
Die Verkehrsflugboot-Version J II Bas hatte 2 × BMW-VI-Motoren und eine Kabine mit großen runden Fenstern im Bug, die 14 Passagieren Platz bot (z. B. D-2112, 1931).
Ausschließlich für den Postdienstverkehr wurde die Do J II a Bos entwickelt. Im fensterlosen Bug befand sich die offene Pilotenkabine; die beiden BMW-VI-Motoren hatten VDM-Dreiblatt-Verstellpropeller; der hintere Kühler konnte unter die Tragfläche eingezogen werden (z. B. D-2068 „Passat“, D-2069 „Monsun“, 1931).
Für den Transatlantik-Postdienst wurden D-2068 „Passat“ und D-2069 „Monsun“ katapultfähig umgebaut und der Treibstoffvorrat auf 3150 l erhöht. Die beiden Maschinen führten als Do J II aK Bos zwischen dem 19. Mai und dem 28. Juni 1933 zusammen mit dem Katapultschiff Westfalen erste Tests auf der geplanten Südamerika-Postroute durch. Zum Abschluss flog dabei die D-2068 „Passat“, wie im Plandienst vorgesehen, am 23. Juni morgens unter Joachim Blankenburg in Natal startend in 7:40 Std. zur in der Mitte des Atlantiks liegenden Westfalen, die in Richtung Afrika weiterfuhr und am nächsten Morgen die aufgetankte „Passat“ nach Bathurst katapultierte. Am 28. nahm Westfalen dann die „Passat“ in Bathurst zu der schon an Bord befindlichen „Monsun“ an Bord und lief nach Deutschland zurück, um Verbesserungen und Reparaturen vorzunehmen.
Am 31. Oktober war die Westfalen erneut in Bathurst, die diesmal auf dem Luftweg überführten Wale trafen wegen kleinerer Havarien erst am 3. November (D-2069 „Monsun“ unter Rudolf Cramer von Clausbruch), 12. November (D-2068 „Passat“ unter Blankenburg) und 17. November (der neue 10-Tonnen-Wal D-2389 „Taifun“ unter Jobst von Studnitz) ein. Erneut wurden die verschiedensten Tests durchgeführt, und zum Abschluss führte wieder die D-2068 „Passat“ unter Blankenburg den bislang längsten Probeflug der Lufthansa von der im Atlantik stehenden Westfalen nach Bathurst durch (1333 km in 9:20 Std.). Die Westfalen kehrte mit „Passat“ und „Taifun“ an Bord nach Deutschland zurück. Die in Brasilien verbliebene „Monsun“ wurde in den Werkstätten der Syndicato Condor überholt und führte dann vor Brasilien Tests durch. Die Probeflüge hatten zu Zweifeln an der Landung in der Mitte des Ozeans geführt. Daher hatte die Lufthansa einen zweiten Frachter zum Umbau zum Katapultschiff erworben.
Am 20. Januar 1934 traf die Westfalen erneut vor Bathurst ein, um eine letzte Testreihe durchzuführen, bei denen die „Taifun“ unter Blankenburg und die „Monsun“ unter Cramer von Clausbruch zum Einsatz kamen. Am 5. Februar übernahm dann die Westfalen in Bathurst erstmals Post, die am 7. an Bord der „Taifun“ nach Südamerika katapultiert wurde. Die „Taifun“ erreichte nach 13 Std. und der Überwindung von 2400 km Natal. Auch die „Passat“ kam ab dem 24. Februar auf der Postlinie zum Einsatz.
D-2069 „Monsun“ kam dort letztmals am 29. Januar zum Einsatz, D-2068 „Passat“ am 6. Mai.
1931 wurde zur Erprobung einer Motorisierung mit zwei Siemens-Halske Sh 20 in einer runden Tandemgondel die Do J c Ses gebaut. Sie blieb ein Einzelstück (D-2159).
Einige 1932 gebaute Maschinen werden als Do J II d Bis bezeichnet. Gewöhnlich kamen die gleichen Motoren BMW VI zum Einsatz. Bekannte Maschinen dieser Reihe waren D-2294, D-2474 und D-2489. Ein Exemplar mit amerikanischen Curtiss-„Conqueror“-Motoren wurde an Kolumbien geliefert.
Die letzte Ausführung der 8-t-Wale Do J II e 16 Bos mit abgedecktem Führerraum waren Testflugboote für die zivile Nutzung. Zwei Reihen-Sechszylinder-Motoren BMW VI gaben den Maschinen eine Höchstgeschwindigkeit von 225 km/h (z. B. D-2488, 1933).
1933 folgten sechs Wale, die der Pilotenausbildung für die geplante Luftwaffe dienen sollten. Diese Schulflugboote mit zwei BMW-VI-Motoren werden gelegentlich als Do J II d 16 a Bis bezeichnet. Bekannte Kennzeichen waren unter anderem D-3018, D-3019, D-3020, D-ABAS, D-ADEN, D-AFIS, Baujahr 1933/34.

### 10-Tonnen-WalAtlantik-Postflugboot
Am 3. Mai 1933 hob die erste Do J II f Bos vom Bodensee ab. Diese katapultfähige Variante erschloss der Deutschen Lufthansa (DLH) den Nonstop-Transatlantikdienst. Die vergrößerte Spannweite sicherte einen Einmotorenflug, der Kraftstoffvorrat von 4700 Litern ermöglichte die enorme Reichweite von 3600 Kilometern. Ausgestattet mit der Siemens-Kurssteuerung K 4 g, bedienten sechs Boote von 1934 bis 1938 die planmäßige Poststrecke nach Südamerika, ehe sie von moderneren Maschinen abgelöst wurden. Bei 328 Flügen gab es nur einen Verlust.
Die DLH erhielt folgende Maschinen:
| D-2399, D-AKER „Taifun“ | 1. Postflug 7. Februar 1934    | bis 19. Februar 1937                                                |
| D-AFAR „Samum“          | 1. Postflug 9. Juli 1934       | bis 4. März 1938                                                    |
| D-AGAT „Boreas“         | 1. Postflug 26. September 1934 | bis 21. Oktober 1938                                                |
| D-ADYS „Tornado“        | 1. Postflug 14. November 1934  | einziger Verlust der DLH, am 14./15. Februar 1936 verschollen.      |
| D-ALOX „Passat“         | 1. Postflug 19. Juli 1935      | bis 28. Oktober 1938, nicht die umgebaute D-2068, wie oft behauptet |
| D-AKYM „Mistral“        | 1. Postflug 2. Oktober 1936    | bis 6. Mai 1938                                                     |

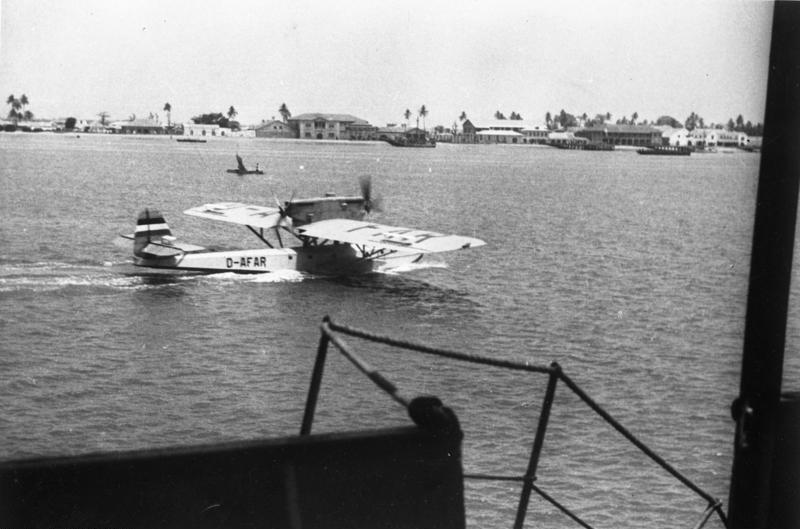
Südatlantik-Luft-Postdienst:
Do J II f Bos D-AFAR „Samum“ in Bathhurst

Der regelmäßige Lufthansa-Postdienst nach Südamerika begann im Februar 1934. Die Flugboote wurden per Katapult von Deck gestartet und landeten auf dem Wasser. Nach ihrem Einsatz wurden sie wieder an Bord gehievt. Nachdem anfangs die Westfalen in der Mitte des Südatlantiks die Flugboote aufnahm und in der Regel ein schon an Bord befindliches zum Weiterflug katapultierte, verlegte sie nach dem Eintreffen des zweiten Schiffes auf eine Position nahe Fernando de Noronha, während die Schwabenland vor Bathurst (Gambia) verblieb. Nun fuhren die Schiffe in der Regel einige Stunden in den Atlantik, um dann die Flugboote zu starten. Auf dem Weg nach Süden landeten sie zum Auftanken in der Regel beim Stationsschiff nahe Fernando de Noronha und flogen dann weiter nach Natal (Brasilien). Der Rückflug erfolgte per Wasserstart in Natal zur Westfalen, die meist einen anderen Wal nach Bathurst katapultierte. Von und bis Bathurst wurde die Post mit Landmaschinen angeliefert, außer in der Regenzeit 1934 und 1935, in der Wale zum Transport bis Las Palmas de Gran Canaria eingesetzt wurden. 1936 stand dann der befestigte Platz in Jeshwang (bei Bathurst) ganzjährig zur Verfügung.
1936 stellte die Lufthansa die Ostmark als drittes Katapultschiff in Dienst, die vor Bathurst den Platz der Schwabenland einnahm. Am 3. Juli erfolgte der erste planmäßige Start von der Ostmark durch D-AGAT Boreas.
Am 11. April 1937 kam mit der Dornier Do 18V-5 D-ARUN Zephir erstmals der Nachfolgetyp zum Einsatz. Die vier Flugboote dieses Typs ersetzten jedoch nie gänzlich die alten Wale, zumal zwei Maschinen verloren gingen. Zudem kam am 13. Mai 1938 auch erstmals ein viermotoriges Schwimmerflugzeug Blohm & Voss Ha 139 zum Einsatz. Da diese eigentlich für den Nordatlantik vorgesehenen Maschinen dort nicht zum Linieneinsatz kommen konnten, lösten sie die 10-Tonnen-Wale endgültig ab. Die Wale hatten insgesamt 328 Atlantikflüge durchgeführt, davon 1937 72 Flüge und bis zum 28. Oktober 1938 54 Flüge neben ihren erheblich moderneren Nachfolgern.
Polarexpeditionen 
D-AFAR Samum wurde nach dem letzten Postflug an Dänemark verkauft und als N°50 PERSSUAK von dem Grönlandforscher Lauge Koch im Mai 1938 zu einer Erkundung Nord-Grönlands genutzt. Unter dem Lufthansa-Piloten Rudolf Mayr wurden vom Kongsfjord in Spitzbergen aus das Kronprins Christian Land und Peary Land erkundet. Nach der Expedition blieb das Flugboot im Dienst der dänischen Marine und wurde 1943 von dänischen Widerstandskämpfern mit anderen eingelagerten Flugzeugen und Waffen im Marinearsenal Kopenhagen zerstört.
Im Herbst 1938 wurde die Schwabenland mit den beiden Walen D-AGAT Boreas und D-ALOX Passat an die Deutsche Antarktische Expedition 1938/39 verchartert, die am 17. Dezember 1938 Hamburg verließ. Die Expedition erreichte am 19. Januar 1939 das Arbeitsgebiet an der Prinzessin-Martha-Küste und entdeckte bisher völlig unbekannte, eisfreie Gebirgsregionen in deren Hinterland. In sieben Vermessungsflügen zwischen dem 20. Januar und 5. Februar 1939 konnte mit Reihenbildkameras eine Fläche von etwa 350.000 km² photogrammetrisch aufgenommen werden. An den Umkehrpunkten der Flugpolygone wurden Metallpfeile mit Hoheitszeichen abgeworfen, um hoheitsrechtliche Besitzansprüche zu begründen. Bei zusätzlichen acht Sonderflügen, an denen auch der Expeditionsleiter Alfred Ritscher teilnahm, wurden besonders interessante Regionen gefilmt und mit Farbfotos aufgenommen. Der Kapitän der Boreas, Richard Heinrich Schirmacher, entdeckte am 3. Februar 1939 vom Flugzeug aus die nach ihm benannte Schirmacher-Oase und das Wohlthat-Massiv. Das zum Zeitpunkt des Auslaufens der Schwabenland von keinem Staat beanspruchte Gebiet zwischen 10°W und 15°O wurde Neuschwabenland genannt und sollte vom Deutschen Reich in Besitz genommen werden. Allerdings hatte Norwegen das Gebiet zwischen 20°W und 45°O noch während der Anreise der Expedition als Dronning Maud Land zu norwegischem Territorium erklärt. Schiff und Flugboote kehrten am 11. April 1939 nach Hamburg zurück. Die Flugboote lieferten tausende von Luftaufnahmen von der Antarktis, die meist im Krieg verloren gingen. Die Auswertung der verbliebenen Bilder, Filme, Messergebnisse etc. dauerte bis in die 1950er-Jahre.

### Militärwal Dornier Do 16
Für den Militäreinsatz bekamen die Do J II d BMW-VI-Motoren und insgesamt drei MG-Stände im Bug und auf dem Rumpf. Die Abflugmasse erhöhte sich wie schon bei der Do J II a Bos auf 8500 kg, die Höchstgeschwindigkeit der Maschine betrug 230 km/h. Einer der Prototypen für diese Militärvariante war die D-AKEK.
Die Maschinen waren bei der 2. (F)/Küstenfliegergruppe(KüFlGr) 106 in List auf Sylt stationiert. Später kam noch die 2. (F)/KüFlGr 206 in Kiel-Holtenau hinzu. Insgesamt gingen 46 Militärwale als Fernaufklärer und Schulflugzeuge an die Küstenfliegerverbände.
Nach der Einführung der neuen Bezeichnungen für Luftfahrzeuge durch das Reichsluftfahrtministerium (RLM) 1934 wurde die militärische Version der Do J II in Dornier Do 16 umbenannt. Ab 1938 wurden die Maschinen in den Einsatzverbänden durch das Nachfolgemodell Dornier Do 18 ersetzt und nur noch zu Schulzwecken verwandt.
Am 24. Oktober 1942 stießen zwei Militärwale bei Schulungsflügen über der Ostsee frontal zusammen. Die Besatzungsmitglieder beider Flugzeuge kamen ums Leben. Es dauerte mehrere Tage, bis die Leichen geborgen werden konnten.
Bemerkung: In vielen Darstellungen, v. a. im Internet, wird für den Militärwal die Bezeichnung Dornier Do 15 angegeben. Dies ist nicht korrekt.

### Technische Daten
| Daten                 | Dornier Do J II – 8-t-Wal         | Dornier Do J II – 10-t-Wal         | Dornier Do J II – Militärwal           |
| --------------------- | --------------------------------- | ---------------------------------- | -------------------------------------- |
| Besatzung             | 4                                 | 4–5                                | 4                                      |
| Länge                 | 18,20 m                           | 18,20 m                            | 18,30 m                                |
| Höhe                  | 5,80 m                            | 5,80 m                             | 5,40 m                                 |
| Spannweite            | 23,20 m                           | 27,20 m                            | 23,20 m                                |
| Flügelfläche          | 96,00 m²                          | 112,00 m²                          | 96,00 m²                               |
| Rüstmasse             | 5.050 kg                          | 6.215 kg                           | 5.500 kg                               |
| Startmasse            | 8.000 kg                          | 10.000 kg bei Katapultstart        | 8.500 kg                               |
| Antrieb               | 2 × BMW VI mit je 690 PS (507 kW) | 2 × BMW VIU mit je 690 PS (507 kW) | 2 × BMW VI V-12 mit je 700 PS (515 kW) |
| Höchstgeschwindigkeit | 225 km/h                          | 220 km/h                           | 230 km/h                               |
| Reisegeschwindigkeit  | k. A.                             | 190 km/h                           | k. A.                                  |
| Landegeschwindigkeit  | k. A.                             | 110 km/h                           | k. A.                                  |
| Dienstgipfelhöhe      | 3000 m                            | 3500 m                             | 3000 m                                 |
| max. Reichweite       | k. A.                             | 3600 km                            | 1900 km                                |
| Bewaffnung            | –                                 | –                                  | 3 MG 15                                |